# Catena Timocharis
Catena Timocharis - łańcuch kraterów na powierzchni Księżyca, o długości 50 km. Jego współrzędne selenograficzne to 29,00°N; 13,00°W.
Catenę nazwano od krateru Timocharis, nazwa została zatwierdzona przez Międzynarodową Unię Astronomiczną w roku 1985.